# Pyrrhocorax
A Pyrrhocorax a madarak (Aves) osztályának verébalakúak (Passeriformes) rendjébe, ezen belül a varjúfélék (Corvidae) családjába tartozó nem.

## Rendszerezésük
A nemet Marmaduke Tunstall angol ornitológus írta le 1771-ben, az alábbi fajok tartoznak ide:
- havasi csóka (Pyrrhocorax graculus)
- havasi varjú (Pyrrhocorax pyrrhocorax)